# Jakobi Ákos
Jakobi Ákos (Budapest, 1975. január 20. – ) magyar geográfus, habitált egyetemi docens.

## Életpályája
1999-ben diplomázott az Eötvös Loránd Tudományegyetem geográfus szakán. 2004–2006 között posztgraduális geoinformatikai szakmérnöki tanulmányokat végzett a Nyugat-Magyarországi Egyetem Geoinformatikai Karán. 2007-ben védte meg doktori értekezését az információs társadalom térbeliségével foglalkozó témakörben (PhD). 2008-tól a Földrajz- és Földtudományi Intézet tanácsának titkára. 2016-ban habilitált az ELTE-n. 2020 óta az Eötvös Loránd Tudományegyetem Földrajz- és Földtudományi Intézet igazgatóhelyettese és a Földrajztudományi Központ vezetője. 2021 óta az MTA Regionális Tudományok Bizottság tagja.

### Munkássága
Kutatási területe az információs társadalom területi sajátosságai, területi kutatásokra gyakorolt elméleti és módszertani hatásai, területfejlesztési hatásai, új elemzési eszközei. Az információs kor változó térhasználatának, valamint a „virtuális tér” új társadalmi, gazdasági és területi hatásainak kutatója. Regionális elemzési módszereket és modellezéseket kutat. A térinformatikai lehetőségek alkalmazását kutatja a társadalom és a gazdaság területén.

## Művei
- A térbeli elhelyezkedés differenciáló szerepe a 20. század eleji Magyarországon (2018)
- Big Spatial Data: lehetőségek, kihívások és tapasztalatok (2019)
- Területi statisztikai adatelemzés és ábrázolás (2019)
- Hálózatok és térképeik (2019)
- Geographical naming issues from a Hungarian perspective (2019)